# Mathilde van Artesië
Mathilde van Artesië (?, 1270 — Parijs, 27 november 1329) (Frans: Mahaut d'Artois) was de enige dochter van graaf Robert II van Artesië en Amicia van Courtenay.
Bij het overlijden van haar vader in 1302, volgde zij hem op als gravin van Artesië, maar dit werd betwist door Robert III van Artesië, een zoon van haar reeds overleden broer Filips van Artesië, die anders de erfgenaam zou geweest zijn. Ze woonde in het kasteel van Hesdin, dat in 1553 door keizer Karel V werd verwoest.
Zij was gehuwd met graaf Otto IV van Bourgondië, die in 1303 overleed aan de gevolgen van zijn verwondingen, opgelopen in de Guldensporenslag in Kortrijk in 1302.
Mathilde huwde haar dochters uit aan de zonen van de koning van Frankrijk:
- Johanna II (1291-1330), gravin van Bourgondië, huwde met koning Filips V van Frankrijk
- Blanca (1294-1326), huwde met koning Karel IV van Frankrijk
- Robert (1300-1315), graaf van Bourgondië
- Jan, stierf als baby

Haar twee dochters geraakten in 1314 betrokken in het zogenaamde schandaal van de Tour de Nesle.
Robert III van Artesië bleef ondertussen zijn rechten in Artesië opeisen, verloor de zaak voor de rechtbank en werd ten slotte verbannen wegens blijvende weerspannigheid.

## Voorouders
| Voorouders van Mathilde van Artesië (1270-1329) | Voorouders van Mathilde van Artesië (1270-1329)                                | Voorouders van Mathilde van Artesië (1270-1329)                                | Voorouders van Mathilde van Artesië (1270-1329)                           | Voorouders van Mathilde van Artesië (1270-1329)                           | Voorouders van Mathilde van Artesië (1270-1329)                                | Voorouders van Mathilde van Artesië (1270-1329)                                | Voorouders van Mathilde van Artesië (1270-1329)                             | Voorouders van Mathilde van Artesië (1270-1329)                             |
| ----------------------------------------------- | ------------------------------------------------------------------------------ | ------------------------------------------------------------------------------ | ------------------------------------------------------------------------- | ------------------------------------------------------------------------- | ------------------------------------------------------------------------------ | ------------------------------------------------------------------------------ | --------------------------------------------------------------------------- | --------------------------------------------------------------------------- |
| Overgrootouders                                 | Lodewijk VIII van Frankrijk (1187-1226) ∞ 1200 Blanca van Castilië (1188-1252) | Lodewijk VIII van Frankrijk (1187-1226) ∞ 1200 Blanca van Castilië (1188-1252) | Hendrik II van Brabant (1207-1248) ∞ Maria van Zwaben (1202-1235)         | Hendrik II van Brabant (1207-1248) ∞ Maria van Zwaben (1202-1235)         | Robert van Courtenay-Champignelles (1168-1239) ∞ Mathilde de Mehun (1195–1240) | Robert van Courtenay-Champignelles (1168-1239) ∞ Mathilde de Mehun (1195–1240) | Gaucher of Joigny (ca.1165-ca.1237) ∞ Amicie de Montfort (ca.1202-1252/53)  | Gaucher of Joigny (ca.1165-ca.1237) ∞ Amicie de Montfort (ca.1202-1252/53)  |
| Grootouders                                     | Robert I van Artesië (1216-1250) ∞ 1237 Machteld van Brabant (1224-1288)       | Robert I van Artesië (1216-1250) ∞ 1237 Machteld van Brabant (1224-1288)       | Robert I van Artesië (1216-1250) ∞ 1237 Machteld van Brabant (1224-1288)  | Robert I van Artesië (1216-1250) ∞ 1237 Machteld van Brabant (1224-1288)  | Peter van Courtenay-Conches (1218-1250) ∞ Perrenelle van Joigny (1230-1282)    | Peter van Courtenay-Conches (1218-1250) ∞ Perrenelle van Joigny (1230-1282)    | Peter van Courtenay-Conches (1218-1250) ∞ Perrenelle van Joigny (1230-1282) | Peter van Courtenay-Conches (1218-1250) ∞ Perrenelle van Joigny (1230-1282) |
| Ouders                                          | Robert II van Artesië (1250-1302) ∞ 1262 Amicia van Courtenay (1250-1275)      | Robert II van Artesië (1250-1302) ∞ 1262 Amicia van Courtenay (1250-1275)      | Robert II van Artesië (1250-1302) ∞ 1262 Amicia van Courtenay (1250-1275) | Robert II van Artesië (1250-1302) ∞ 1262 Amicia van Courtenay (1250-1275) | Robert II van Artesië (1250-1302) ∞ 1262 Amicia van Courtenay (1250-1275)      | Robert II van Artesië (1250-1302) ∞ 1262 Amicia van Courtenay (1250-1275)      | Robert II van Artesië (1250-1302) ∞ 1262 Amicia van Courtenay (1250-1275)   | Robert II van Artesië (1250-1302) ∞ 1262 Amicia van Courtenay (1250-1275)   |